# Kaitasaari (ö i Birkaland, Tammerfors, lat 61,39, long 23,48)
Kaitasaari är en ö i Finland. Den ligger i sjön Pyhäjärvi och i kommunen Vesilax i den ekonomiska regionen Tammerfors och landskapet Birkaland, i den södra delen av landet, 160 km nordväst om huvudstaden Helsingfors. Öns area är 0,3 hektar och dess största längd är 110 meter i sydväst-nordöstlig riktning.